# Vučjak (drama)
Vučjak je drama u tri čina s predigrom i intermezzom Miroslava Krleže izvorno objavljena 1923. u časopisu Savremenik, no bez predigre. Cjelovit je tekst objavljen prvi put u "Sabranim djelima Miroslava Krleže" iste godine u Nakladi knjižare Vinka Vošickoga. Kazališna premijera održana je 30. prosinca 1923. godine u HNK Zagreb u režiji Branka Gavelle.
Ova drama pripada tzv. "ratnom ciklusu", ekspresionističko-realističkoj fazi Krležina stvaralaštva, prijelaznom razdoblju između avangardnijih ranih drama i kasnijeg realističnog ciklusa o Glembajevima. Većina djela je realistična, s iznimkom npr. predigre i pogotovo intermezza, koji su bliži ekspresionističkom stilu.
Prema drami napravljena je i serija Putovanje u Vučjak.

## Lica

### Lica predigre
- Polugan, suradnik "Narodne sloge"
- Dr. Zlatko Strelec, suradnik "Narodne sloge"
- Venger-Ugarković, bivši urednik i osnivač "Narodne sloge"
- šef-redaktor "Narodne sloge"
- Šipušić, meter
- korektor
- Krešimir Horvat, apsolvent filozofije, invalid i suradnik "Narodne sloge"
- osoblje uredništva i tiskare
- slagari i korektori

### Lica prvoga, drugoga i trećega čina
- Krešimir Horvat, dekretom vlade imenovani namjesni učitelj na mjestu Lazara Margetića na jednorazrednoj pučkoj školi u Vučjaku
- Marija Margetićka, udovica učitelja na jednorazrednoj pučkoj školi u Vučjaku
- Eva, Amerikanka. Bivša vlasnica crnačkog bordela u Chicagu.
- Juraj Kučić, vojni bjegunac. U civilu kelner peštanskoga hotela
- Vjekoslav Hadrović, ravnajući učitelj dvorazredne pučke škole u Svetoj Nedjelji
- Pantelija Crnkovič, narednik, postajevodnik oružničke postaje u Svetoj Ani
- Mitar, žandar kaplarskog čina
- Lukač, predsjednik školskog odbora
- Grga Tomerlin, lihvar, clan školskog odbora
- starac, drug član školskog odbora
- Perekov Juro, foringaš
- Lazar Margetić, učitelj koji je nestao u Galiciji
- Margetićkina djeca
- Evina mati
- Evin otac
- cure, babe, dječurlija
- rulja seoska

### Lica intermezza
- nevjesta (Illusio sacra, Virgo aeterna, zvana u običnome životu i Fortuna)
- otac (Pater diabolicus, legitimus, lupus)
- mati (Mater dolorosa)
- Venger-ugarković (Mentor infernalis)
- šef-redaktor (Doctor mysticus)
- Polugan (Figura misera neurasthenica)
- Poluganova žena (Mulier samaritana)
- Marijana Margetićka (Magna peccatrix)
- Zlatko Strelec
- kelner Juro
- Grga Tomerlin
- rulja crnaca
- ulanski oficir